# 塞西
塞西（法語：Cessy，法語發音：[sesi]）是法国东部安省的一个市镇，属于热克斯区。

## 地理
塞西（46°19'9"N, 6°4'12"E）面积6.39 平方千米，位于法国奥弗涅-罗讷-阿尔卑斯大区安省，该省份为法国东部省份，北起汝拉省，西北接索恩-卢瓦尔省，西接罗讷省和里昂大都会，南至伊泽尔省，东与萨瓦省、上萨瓦省和瑞士接壤。
与塞西接壤的市镇（或旧市镇、城区）包括：埃什讷韦、热克斯、格里伊、索韦尔尼、塞尼、韦尔索内。
塞西的时区为UTC+01:00、UTC+02:00（夏令时）。

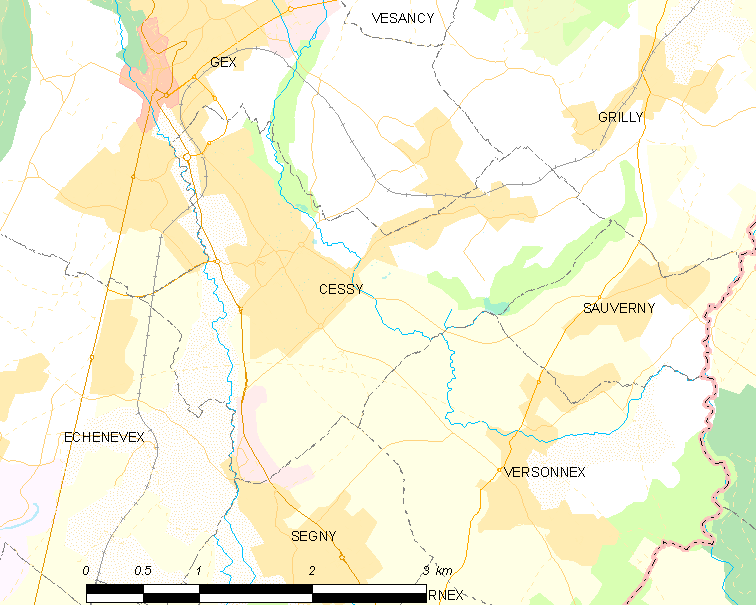
塞西的OSM定位图

## 行政
塞西的邮政编码为01170，INSEE市镇编码为01071。

## 政治
塞西所属的省级选区为热克斯县。

## 人口

1962-2008年间塞西人口变化图示

塞西于2022年1月1日时的人口数量为5570人。